# Gregor Herzfeld
Gregor Herzfeld (* 1975) ist ein deutscher Musikwissenschaftler.

## Leben und Wirken
Gregor Herzfeld studierte von 1996 bis 2001 Musikwissenschaft und Philosophie an der Ruprecht-Karls-Universität Heidelberg und an der „Scuola di Paleografia musicale“ in Cremona. 2001 erlangte er mit einer Arbeit über die US-amerikanischen Komponisten Elliott Carter und Morton Feldman den Magister Artium.
Von 2002 bis 2005 war er wissenschaftlicher Angestellter am Musikwissenschaftlichen Seminar der Universität Heidelberg. 2005 bis 2006 arbeitete er mit Förderung durch den Deutschen Akademischen Austauschdienst als Forschungsassistent an der Yale University in New Haven, Connecticut. 2006 wurde er an der Universität Heidelberg mit einer Arbeit zur experimentellen amerikanischen Musik promoviert. Anschließend war er Lehrbeauftragter an der Hochschule für Musik und Darstellende Kunst Stuttgart und erhielt Stipendien der Paul-Sacher-Stiftung Basel und der Fritz Thyssen Stiftung.
Von 2007 bis 2015 war er Wissenschaftlicher Mitarbeiter am Musikwissenschaftlichen Seminar der Freien Universität Berlin bei Albrecht Riethmüller und Schriftleiter der Zeitschrift Archiv für Musikwissenschaft. 2012 habilitierte er sich mit einer Arbeit über Edgar Allan Poe in der Musik. Im Wintersemester 2012/2013 vertrat er die Professur für Historische Musikwissenschaft von Wolfgang Rathert an der Ludwig-Maximilians-Universität München. 2017 habilitierte er sich an die Universität Basel um. Von 2018 bis 2022 war er Tenure-Track-Professor für Historische Musikwissenschaft an der Universität Wien. Seit 2022 lehrt und forscht er als Universitätsprofessor für Musikwissenschaft an der Universität Regensburg. 
Von 2015 bis 2018 war er Dramaturg des Freiburger Barockorchesters und dort auch verantwortlich für Presse- und Öffentlichkeitsarbeit.
Gregor Herzfeld veröffentlicht Fachaufsätze und Buchbeiträge zu den Themen amerikanische Musik insbesondere des 20. Jahrhunderts, zu Musik und Philosophie, zur Musikästhetik und zur Musikanalyse des 19. und 20. Jahrhunderts. Er hielt Vorträge an Universitäten und Kultureinrichtungen in Deutschland, in Österreich, in Belgien, in Frankreich, in Tschechien, in der Schweiz und in den Vereinigten Staaten.

## Schriften
- (Hrsg.): Johann Philipp Kirnberger: Die Kunst des reinen Satzes in der Musik. Bärenreiter, Kassel 2004, ISBN 3-7618-1725-8.
- Zeit als Prozess und Epiphanie in der experimentellen amerikanischen Musik. Charles Ives bis La Monte Young. Dissertation. Universität Heidelberg 2006. Steiner, Stuttgart 2007, ISBN 978-3-515-09033-9.
- Poe in der Musik. Eine versatile Allianz. Habilitationsschrift. Freie Universität Berlin 2012. Waxmann, Münster 2013, ISBN 978-3-8309-2923-9. Elektronische Ressource: ISBN 978-3-8309-7923-4.
- Zur Romantikrezeption in „The Black Rider“ von William Burroughs, Robert Wilson und Tom Waits. In: Jürgen Kühnel u. a. (Hrsg.): Die Schaubühne in der Epoche des Freischütz. Theater und Musiktheater der Romantik, Vorträge des Salzburger Symposions 2007. Müller-Speiser, Anif/Salzburg 2009, ISBN 978-3-902537-14-0, S. 330–343.
- mit Wolfgang Jansen: Bernstein: West Side Story. Seemann Henschel, Leipzig 2015, ISBN 978-3-89487-906-8.
- mit Frédéric Döhl (Hrsg.): In Search of the „Great American Opera“. Tendenzen des amerikanischen Musiktheaters. Waxmann, Münster 2016, ISBN 978-3-8309-3124-9.
- mit Christopher Jost (Hrsg.): Große Formen in der populären Musik. Large-scale Forms in Popular Music (= Populäre Kultur und Musik. Band 26). Waxmann, Münster 2019, ISBN 978-3-8309-4119-4.
- mit Albrecht Riethmüller (Hrsg.): Furtwänglers Sendung. Essays zum Ethos des deutschen Kapellmeisters. Steiner, Stuttgart 2020, ISBN 978-3-515-10095-3.